# 拉多奇·加什帕尔
拉多奇·加什帕尔（匈牙利語：Ladocsi Gáspár；1952年6月26日—）是匈牙利籍天主教司铎，埃斯泰尔戈姆-布达佩斯总教区的荣休辅理主教、匈牙利军中教长区首任教长、risinium领衔主教，曾任匈牙利天主教主教会议普世教会合一运动委员会主席。

## 牧徽

拉多奇·加什帕尔牧徽